# سانتیاگو ورناتزا
سانتیاگو ورناتزا (اسپانیایی: Santiago Vernazza‎; زاده ۲۳ سپتامبر ۱۹۲۸ – درگذشته ۱۳ نوامبر ۲۰۱۷) یک بازیکن فوتبال اهل آرژانتین بود.

## باشگاهی
از باشگاه‌هایی که در آن بازی کرده‌است می‌توان به باشگاه فوتبال پالرمو، باشگاه فوتبال ویچنزا، باشگاه فوتبال ریور پلاته و باشگاه فوتبال آ.ث. میلان اشاره کرد.

## تیم ملی
وی همچنین در تیم ملی فوتبال آرژانتین بازی کرده‌است.